# Prix Aurel
Le prix Aurel, de la fondation Alfred Mortier, est un ancien prix biennal indivisible de l'Académie française, créé en 1941 et « destiné à récompenser un poète français, le plus neuf, le plus original, le plus vigoureux, le plus doué. Il ne devra propager aucun signe de découragement, ni de sectarisme politique, ni attenter à l’idéal chrétien. Les traductions seront exclues ».
Aurel, née Aurélie Octavie Gabrielle Antoinette de Faucamberge le 31 août 1869 à Cherbourg et morte le 26 juin 1948 à Paris dans le 17e arrondissement, est une femme de lettres française.

## Liste des lauréats
- 1941 : Fernand Lot (1902-1986) pour Sorties de secours
- 1943 : André Delacour (1882-1958) pour Les Saisons et les jours, Poésie de Paris et Le Voyage à l'Etoile
- 1945 : Michel-Bernard Privat pour Cet ange en moi
- 1947 : Lucien Poyet (1919-....) pour Dans la Venise du Berry
- 1949[2] :
  - Robert Houdelot (1912-1997) pour Toi qui dormais entre mes bras
  - Robert Sabatier pour Incidences